# Ghassan Kanafani

En graffiti-hyllning till Ghassan Kanafani på Västbanken.

Ghassan Fayiz Kanafani, född 9 april 1936 i Akko, Palestina, dödad 8 juli 1972 i Beirut, Libanon, var en palestinsk författare, journalist, aktivist. Under 1948 års arab-israeliska krig tvingades han och hans familj i exil. Först flydde de till Libanon, men flyttade strax därpå till Damaskus i Syrien. Där utbildade Kanafani sig till lärare och fick lärarcertifikat 1952. Han fick jobb på avdelningen för arabisk litteratur på Damaskus universitet, men blev avskedad 1955 på grund av sitt engagemang för den panarabiska och nasseristiska Arabnationalistiska rörelsen (ANM), som grundats av George Habash. 
Efter att ha blivit uppsagd flyttade Kanafani till Kuwait. Där jobbade han som lärare samtidigt som han var redaktör på tidningen al-Ra'i (Åsikten), som hade band till ANM. I Kuwait fick han även upp intresset för marxism. År 1960 flyttade han återigen. Den här gången till Beirut, där han blev redaktör på ANM:s tidning al-Hurriya (Friheten). Ett år senare, 1961, träffade han den danske barnrättsaktivisten Anni Høver, som han fick två barn tillsammans med. Året därpå blev han redaktör på den nasseristiska tidningen al-Muharrir (Befriaren). 1967 blev han redaktör för en annan nasseristisk tidning, nämligen al-Anwar (Upplysaren). 
1967 bröt Sexdagarskriget ut. Som följd av det bildades, ur bland annat ANM, den marxist-leninistiska Folkfronten för Palestinas befrielse (PFLP). Ghassan Kanafani fick genast en topposition inom den nya rörelsen och fick bland annat i uppgift att skriva dess partiprogram. Han grundade även dess tidning, al-Hadaf (Målet). al-Hadaf är aktivt än idag. Den 8 juli 1972, sprängdes han och hans systerdotter till döds av en bomb som placerats i deras bil. Länge var det ovisst vem som låg bakom dådet, även om många misstankar riktades mot Israel. Först år 2005 erkände Israel att det var så.
Det enda som har givits ut av Ghassan Kanafani på svenska är novellsamlingen Män i solen och andra palestinska berättelser, 1975 med hans kritikerrosade novell Män i solen som huvuddel. Hans Historien om mor Sa'd tonsattes av Bruksteatern och gavs ut på LP-skivan Palestina / mitt blod / min väg / mitt land 1977.